# 七賢幫
七賢幫，台灣著名的黑幫團體，屬於本省角頭團體，起源於高雄市鹽埕區，該角頭延伸的相關成員至今依舊活動在高雄市鹽埕區、前金區、新興區、苓雅區等地，實際成員人數不明，包含準成員可能有數百人之間。七賢幫是台灣歷史悠久的幫派，其勢力在1950年代台灣光復後美軍駐台時期逐步發展至全盛時期，並且嚴重影響高雄當地治安引起社會關注。
七賢幫因發跡於鹽埕區七賢路三路及五福四路一帶，該地段勢力被泛稱為「七賢」而得名，然而在近代警方及媒體為了方便分類，逐一將同地緣關係角頭統稱為「幫」。早期七賢幫處於高雄市最繁華的地區而被視為是高雄最大的角頭團體，之後因時代變遷商業中心東移，加上舊時代領導人物的凋零，使得七賢幫聲勢漸趨衰落，時至今日其延伸的新世代成員已鮮少用以七賢幫的名義活動。

## 略史

### 創立背景
七賢幫的角頭發展脈絡最早可能追溯至台灣日治時期，當代高雄市鹽埕町及榮町一帶是為高雄市的商業中心，該區域人口眾多且熱鬧繁華，當代浪人角頭既已在當地各種酒家、遊廓等行業活動。1950年代台灣光復後美軍駐台期間為滿足美軍的娛樂需求，鹽埕區七賢三路及五福四路一帶因鄰近美軍軍艦停泊的三號碼頭，因地緣關係各式酒吧、賭場、妓院因應而生，形成高雄最聲色也最複雜的地段。當地幫派份子便充當特種行業的保鏢、圍事為生，逐步聚合發展為新的角頭團體，該地段勢力也被泛稱為「七賢」而得名，也被俗稱為「七賢仔」、「七賢派」等等。
1950年代至1970年代間，許多與美軍關係密切的政府官員、財團大亨為保全性命和勢力，不惜出鉅資雇傭七賢幫成員當保鏢，七賢幫也藉助軍、政、商勢力迅速成長，並且壟斷當地碼頭搬運、人力車、非法仲介、賭博、妓院等等，逐步進入鼎盛時期。然而七賢幫所處的鹽埕區龍蛇混雜角頭眾多，除「七賢」（七賢三路）為主軸以外轄區內又細分有「夜市場」（府北里鹽埕街）、「沙仔地」（沙地里公園路）、「新高」（新興街戲院）、「大舞台」（大仁路戲院）、「六國」（大義街飯店）等角頭名號，當代以「跛腳炳煌」鄭炳煌、「新高寅」陳瑞寅、「就桑」張省吾等人被視為主事核心。

### 內訌分裂
七賢幫角頭時常為了利益發生糾紛，終究迎來團體分裂的局面。同是角頭大哥魏開城為首的「沙仔地」，為了金錢與地盤與七賢幫決裂並多次互相廝殺。另外同是角頭大哥的「阿雄仔」吳守雄為首的「豬灶」和以「時鐘」龔書清為首的「十八斧頭」早在先前就另起爐灶悄悄興起，兩派以高雄運河為界，為了爭奪妓院生意又拉開了戰幕。兩派廝殺數年後，於1975年前後為了共同利益歃血為盟，聚合在新興區「西北戲院」一帶重新結成了「西北幫」，共同經營高雄運河沿岸妓院生意。

### 勢力變遷
1971年台灣退出聯合國以及之後越戰結束的時空背景，美軍逐步撤離台灣，導致七賢路一帶的繁華及特種行業受到影響，七賢幫也隨之漸趨衰落。1973年台灣警方實行具有計劃性的掃黑行動，七賢幫在此波掃黑中受波及並遭勒令解散，被視為領導人的「跛腳炳煌」鄭炳煌因而入獄管訓，其後由「寅仔」陳瑞寅接位，並開設大規模的天九牌賭場成為高雄四大賭場之首，也因陳瑞寅最早出身於「新高戲院」一帶的角頭，其賭場便被泛稱為「新高場」，陳瑞寅也以「新高寅」的綽號盛名遠播。與此同時，七賢幫也轉往娛樂產業與西北幫在「藍寶石大歌廳」等歌舞廳進行包檔、包秀亦盛極一時。
1979年間，陳瑞寅因案遭到警方逮捕移送監獄管訓，七賢幫在群龍無首情況下擁立溫和派的「省吾」張省吾為新領導人，張省吾領導期間對外採取和平共存的方針，對內主張團結並提攜後輩而頗得人心。1982年，張省吾的手下「阿魅」李志明因賭場糾紛與沙仔地幫交惡，由張省吾介入干涉引起沙仔地老大魏開城不滿，於同年12月3日晚上，唆使手下埋伏在張省吾家門前趁張省吾回家途中對其開槍，子彈貫穿胸口立即送往「蔡外科醫院」救治。此事件震驚黑白兩道，七賢幫與沙仔地幫戰火一觸即發，沙仔地老大魏開城也遭到七賢幫份子圍殺、沙仔地大哥李豐長也於1983年間遭到殺害，兩派戰火一發不可收拾，最終由當代黑幫教父「蚊哥」許海清、「跛腳炳煌」鄭炳煌等人出面調停，才結束這場黑幫紛爭。
1984年11月，台灣政府實行「一清專案」全國大掃黑，被視為七賢幫指標性人物的「新高寅」陳瑞寅、「媽註仔」蔡松雄也因掃黑受波及再度入獄。直至1990年代台灣開放人民選舉，「省吾」張省吾、「媽註仔」蔡松雄等人挾帶著以往的幫派勢力與人脈，以無黨籍身份當選高雄市議會議員再度崛起，因與西北幫「魁哥」楊登魁、「秋郎」黃秋郎等人的勢力橫跨政治界與娛樂圈，而被媒體合稱為「高雄四大金剛」備受關注。

### 近年發展
2000年12月，台北市警方破獲由七賢幫份子劉文天為首的幫派集團「七賢幫關公堂」，該幫成員在台北縣新莊吸收當地不良份子，從事暴力討債、圍事恐嚇等犯罪活動，並涉嫌在藝人于台煙開設的PUB插乾股，引發衝突與圍毆事件，該幫派在成立數個月後被警方偵破。這也是首次有南部幫派北上發展據點的情形，並依「治平專案」將七賢幫份子逮捕歸案。
2019年9月間，知名直播主連千毅引發的直播主之亂，發生恐嚇、街頭鬥毆及槍擊等暴力事件，並意外爆發天道盟太陽會欲南下高雄插旗搶地盤，惹怒高雄在地幫派七賢幫、西北幫等幫派份子，這些幫派的青壯派份子更串連組成「后羿聯盟」意欲聯手對抗天道盟太陽會，幾派勢力一觸即發。該事件從原本的社會事件，演變成政治事件而備受社會關注，最終在警政署派員南下坐鎮指揮，還派出除暴特勤隊全副武裝逮捕相關涉案人士終告落幕。

## 知名成員
- 「跛腳炳煌」鄭炳煌  -混跡「夜市場」出身，早年整合夜市場與府北兩幫，被視為七賢幫主要領導人，多次出面調解黑幫糾紛也被譽為是高雄教父，晚年退隱並淡出江湖。
- 「新高寅」陳瑞寅 -混跡「新高戲院」出身，當代叱咤風雲的天九牌賭場「新高場」負責人，一清專案出獄後淡出江湖，於2016年間病逝。綽號常被訛寫成「新高印」。
- 「就桑」張省吾 -近代精神領袖，曾連任四屆高雄市議會議員。其綽號原意來自日語的敬稱「張先生（ちょうさん，tyousan）」。
- 「媽註仔」蔡松雄 -混跡「夜市場」出身，後又自成「甘蔗園」，曾為高雄藍寶石歌廳負責人，前高雄市議會副議長。其綽號原意來自日語「松（まつ，matsu）」。
- 「西魅」李志明 -結交南北二路的知名七賢幫大老，外界稱為「黑道關公」[11]，於2006年因肝癌病逝[12]。其綽號原意來自日語「志明（しめい，shimei）」。
- 「昌仔」李慧昌 -原為張省吾旗下人馬[5]，後追隨「西北幫」吳守雄，曾名列十大槍擊要犯，媒體稱為「瘋狂殺手」並與芳明館梁國愷並稱為「北梁南李」。1984年9月遭警方追緝圍捕時舉槍自盡。

## 參閲
- 臺灣黑幫

## 外部連結
- 組織犯罪防制條例（页面存档备份，存于）（繁體中文）